# GPR4
GPR4, G-protein spregnuti receptor 4, je protein koji je kod čoveka kodiran GPR4 genom.

## Literatura
1. ↑  Mahadevan MS, Baird S, Bailly JE, Shutler GG, Sabourin LA, Tsilfidis C, Neville CE, Narang M, Korneluk RG (1996). „Isolation of a novel G protein-coupled receptor (GPR4) localized to chromosome 19q13.3”. Genomics. 30 (1): 84—8. PMID 8595909. doi:10.1006/geno.1995.0013.
2. ↑  „Entrez Gene: GPR4 G protein-coupled receptor 4”.

## Dodatna literatura
- An S, Tsai C, Goetzl EJ (1996). „Cloning, sequencing and tissue distribution of two related G protein-coupled receptor candidates expressed prominently in human lung tissue.”. FEBS Lett. 375 (1-2): 121—4. PMID 7498459. doi:10.1016/0014-5793(95)01196-L.
- Heiber M; Docherty JM; Shah G;  . (1995). „Isolation of three novel human genes encoding G protein-coupled receptors.”. DNA Cell Biol. 14 (1): 25—35. PMID 7832990. doi:10.1089/dna.1995.14.25.
- Zhu K; Baudhuin LM; Hong G;  . (2001). „Sphingosylphosphorylcholine and lysophosphatidylcholine are ligands for the G protein-coupled receptor GPR4.”. J. Biol. Chem. 276 (44): 41325—35. PMID 11535583. doi:10.1074/jbc.M008057200.
- Strausberg RL; Feingold EA; Grouse LH;  . (2003). „Generation and initial analysis of more than 15,000 full-length human and mouse cDNA sequences.”. Proc. Natl. Acad. Sci. U.S.A. 99 (26): 16899—903. PMC 139241 . PMID 12477932. doi:10.1073/pnas.242603899.
- Lum H; Qiao J; Walter RJ;  . (2003). „Inflammatory stress increases receptor for lysophosphatidylcholine in human microvascular endothelial cells.”. Am. J. Physiol. Heart Circ. Physiol. 285 (4): H1786—9. PMID 12805023. doi:10.1152/ajpheart.00359.2003.
- Ludwig MG; Vanek M; Guerini D;  . (2003). „Proton-sensing G-protein-coupled receptors.”. Nature. 425 (6953): 93—8. PMID 12955148. doi:10.1038/nature01905.
- Bektas M; Barak LS; Jolly PS;  . (2003). „The G protein-coupled receptor GPR4 suppresses ERK activation in a ligand-independent manner.”. Biochemistry. 42 (42): 12181—91. PMID 14567679. doi:10.1021/bi035051y.
- Sin WC; Zhang Y; Zhong W;  . (2004). „G protein-coupled receptors GPR4 and TDAG8 are oncogenic and overexpressed in human cancers.”. Oncogene. 23 (37): 6299—303. PMID 15221007. doi:10.1038/sj.onc.1207838.
- Gerhard DS; Wagner L; Feingold EA;  . (2004). „The status, quality, and expansion of the NIH full-length cDNA project: the Mammalian Gene Collection (MGC).”. Genome Res. 14 (10B): 2121—7. PMC 528928 . PMID 15489334. doi:10.1101/gr.2596504.
- Kim KS; Ren J; Jiang Y;  . (2005). „GPR4 plays a critical role in endothelial cell function and mediates the effects of sphingosylphosphorylcholine.”. FASEB J. 19 (7): 819—21. PMID 15857892. doi:10.1096/fj.04-2988fje.
- Qiao J; Huang F; Naikawadi RP;  . (2006). „Lysophosphatidylcholine impairs endothelial barrier function through the G protein-coupled receptor GPR4.”. Am. J. Physiol. Lung Cell Mol. Physiol. 291 (1): L91—101. PMID 16461426. doi:10.1152/ajplung.00508.2005.
- Huang F; Mehta D; Predescu S;  . (2007). „A novel lysophospholipid- and pH-sensitive receptor, GPR4, in brain endothelial cells regulates monocyte transmigration.”. Endothelium. 14 (1): 25—34. PMID 17364894. doi:10.1080/10623320601177288.
- Zou Y; Kim CH; Chung JH;  . (2007). „Upregulation of endothelial adhesion molecules by lysophosphatidylcholine. Involvement of G protein-coupled receptor GPR4.”. FEBS J. 274 (10): 2573—84. PMID 17437524. doi:10.1111/j.1742-4658.2007.05792.x.
- Tobo M; Tomura H; Mogi C;  . (2007). „Previously postulated "ligand-independent" signaling of GPR4 is mediated through proton-sensing mechanisms.”. Cell. Signal. 19 (8): 1745—53. PMID 17462861. doi:10.1016/j.cellsig.2007.03.009.